# Крюкова (река)
Крюкова (укр. Крюків) — правый приток Снова, протекающий по Городнянскому району (Черниговская область, Украина).

## География
Длина — 32 км. Площадь водосборного бассейна — 235 км². Русло реки (отметки уреза воды) в нижнем течении (село Смычин) находится на высоте 115,4 м над уровнем моря. Питание преимущественно снежное. Замерзает в период ноябрь—март.
Природные комплексы реки сильно изменены вследствие деятельности человека: пойма осушена и русло выпрямлено. Река служит водоприемником осушительной системы (которая выше по течению) с шлюзами-регуляторами. Русло на протяжении всей длины выпрямлено в канал (канализировано) шириной 8 м и глубиной 0,5 м (в нижнем течении глубиной 2 м). Скорость течения — 0,2.
Пойма занята лугами и заболоченными участками только в приустьевой части, где русло в природном состоянии — меандрированное. Долина шириной 1,5-2 км (среднее течение) до 4 км (нижнее течение). Озера в долине реки с запрудами. Левый берег долины занят лесом (доминирование сосны). Выше по течению в озеро Ковальское впадает канал (шириной 4-6 м и глубиной 1-2 м), как часть сети каналов, который тянется от села Черецкое (Городнянский район). Осушительная система создана для добычи торфа.
В пойме реки (верхнее течение) расположен гидрологический заказник местного значения Крюкова, с общей площадью 243 га.
Берёт начало на болотном массиве где сейчас искусственное озеро Ковалевское севернее села Тупичев (Городнянский район). Река течёт на юго-восток. Впадает в Снов (на 43-км от её устья) восточнее села Великий Дырчин (Городнянский район).
Населённые пункты на реке (от истока к устью):
Городнянский район
1. Тупичев
2. Великий Листвен
3. Дибровное
4. Смычин
5. Лашуки
6. Великий Дырчин